# La Piè di Liramo

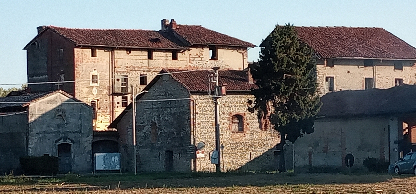
Il complesso di Liramo nel 2021

La Piè di Liramo è un complesso formato da una chiesa risalente al X secolo e da una fortificazione nel comune di San Carlo Canavese, nella città metropolitana di Torino.

## Storia
L’abitato di Liramo si costituì sulla sponda sinistra del torrente Banna e nel Medioevo assunse i caratteri della villa. Il più antico documento che ne cita il toponimo risale al 1004, anche se è certa la presenza di una chiesa battesimale dall'VIII secolo, che intorno all'anno Mille venne sostituita da una costruzione in stile romanico dedicata a san Martino di Tours; era edificata presso un monastero di monaci agostiniani e fu assunta a pievania.
Nel 1311 il vescovo di Torino Teodisio Revelli trasferì la parrocchia alla vicina chiesa di Santo Stefano prope castrum, demolita alla fine del XVI secolo di cui non si conosce l'esatta collocazione. Una testimonianza di epoca successiva affermò che il vescovo Tedisio avrebbe dimorato nella pieve con la famiglia, causando per questo un disagio della popolazione; la notizia si colloca all'interno della contesa tra Papato e Casa Savoia per l'acquisizione dei beni ecclesiastici e la rivendicazione della castellania di Lanzo da parte di Margherita di Savoia.
Nel 1356 Amedeo VI di Savoia infeuda la "domus vocatam la pley de Lirone" alla famiglia Peracchi di Lanzo, che trasforma la pieve in un complesso fortificato, inglobando la chiesa.
Alla fine del Quattrocento la chiesa venne intitolata a "Santa Maria Maddalena".

## Il complesso

### La chiesa
La pieve viene nominata per la prima volta in un documento del 1185, poi in numerosi altri. La chiesa aveva accanto un piccolo monastero di agostiniani (definito "prevostura"), in cui abitavano i sacerdoti. Tra la fine dell'XI e l'inizio del XIII secolo il monastero ebbe notevole importanza ed influenza nel territorio: da esso dipendevano le chiese di Nole, Grosso, Caselle Torinese, Leinì, Baratonia e Varisella; ricevette donazioni e benefici dalla nobiltà locale, come i Dro di Barbania che nel 1203 donano appezzamenti boscosi sul rilievo della Vauda (l'attuale località "Lotti Lapié) e lungo il rio Valmaggiore.
La visita pastorale del 1584 descrive la chiesa di santa Maria Maddalena priva di tetto, scrostata ed interdetta al culto e se ne ordina l’abbattimento insieme con quella di santo Stefano. Solo quest’ultima però viene demolita, mentre la prima viene restaurata e usata come cappella privata del castello. La Chiesa compare nelle successive visite pastorali fino al 1840. Un'iscrizione sulla facciata ricorda i restauri operati dai conti Berlia nel 1741 e nel 1761.
L'interno della chiesa fu completamente stravolto tra il 1600 e il 1700, sostituendo l’originale tetto a vista, tipicamente romanico antico, con volte a crociera che crearono le tre campate. Nel 1937 Cesare Bertea e Vittorio Mesturino effettuarono scavi archeologici attorno alla chiesa ritrovando i resti dell’antica navata sinistra, reperti lapidei romani, lesene e basamenti medievali.

#### Il campanile
Ciò che rimane della torre campanaria risulta inglobato all'interno della costruzione. Dai rilievi effettuati si può ipotizzare fosse di partitura gemina, con due sistemi di finestre e rispecchiasse uno stile molto diffuso in Canavese nel periodo romanico. È anche possibile che, rimasto incompiuto, sia stato terminato in epoca successiva. Si può ancora rilevare che il lato di base misurava 5,57 metri. Il campanile fu ribassato di due piani nella metà del XIX secolo, per ridurlo a livello del castello e realizzare il tetto a doppio spiovente: infatti in un disegno di Clemente Rovere eseguito tra il 1847-1850, la torre appare già livellata.

### Il complesso fortificato

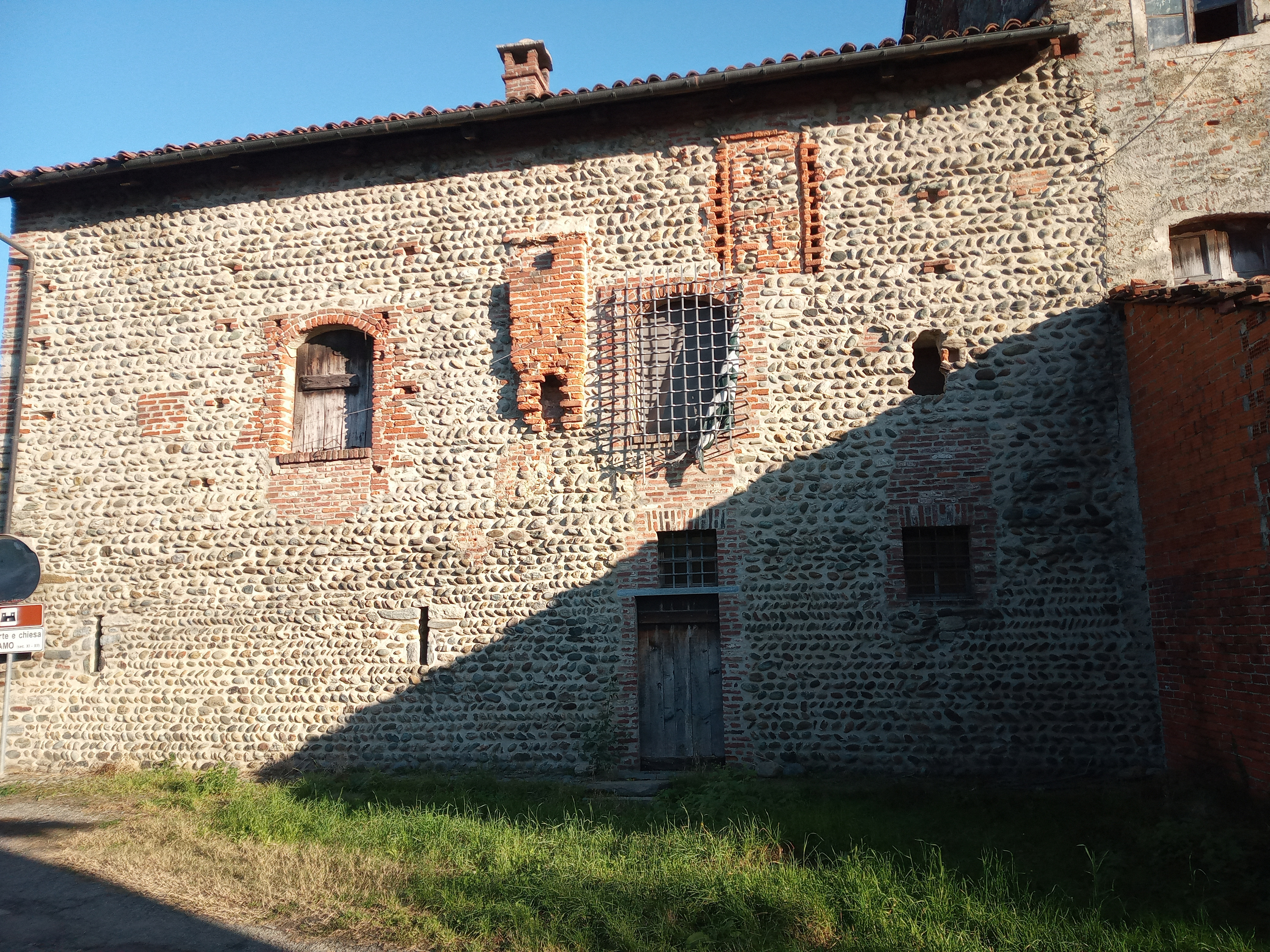
Lato ovest della casaforte

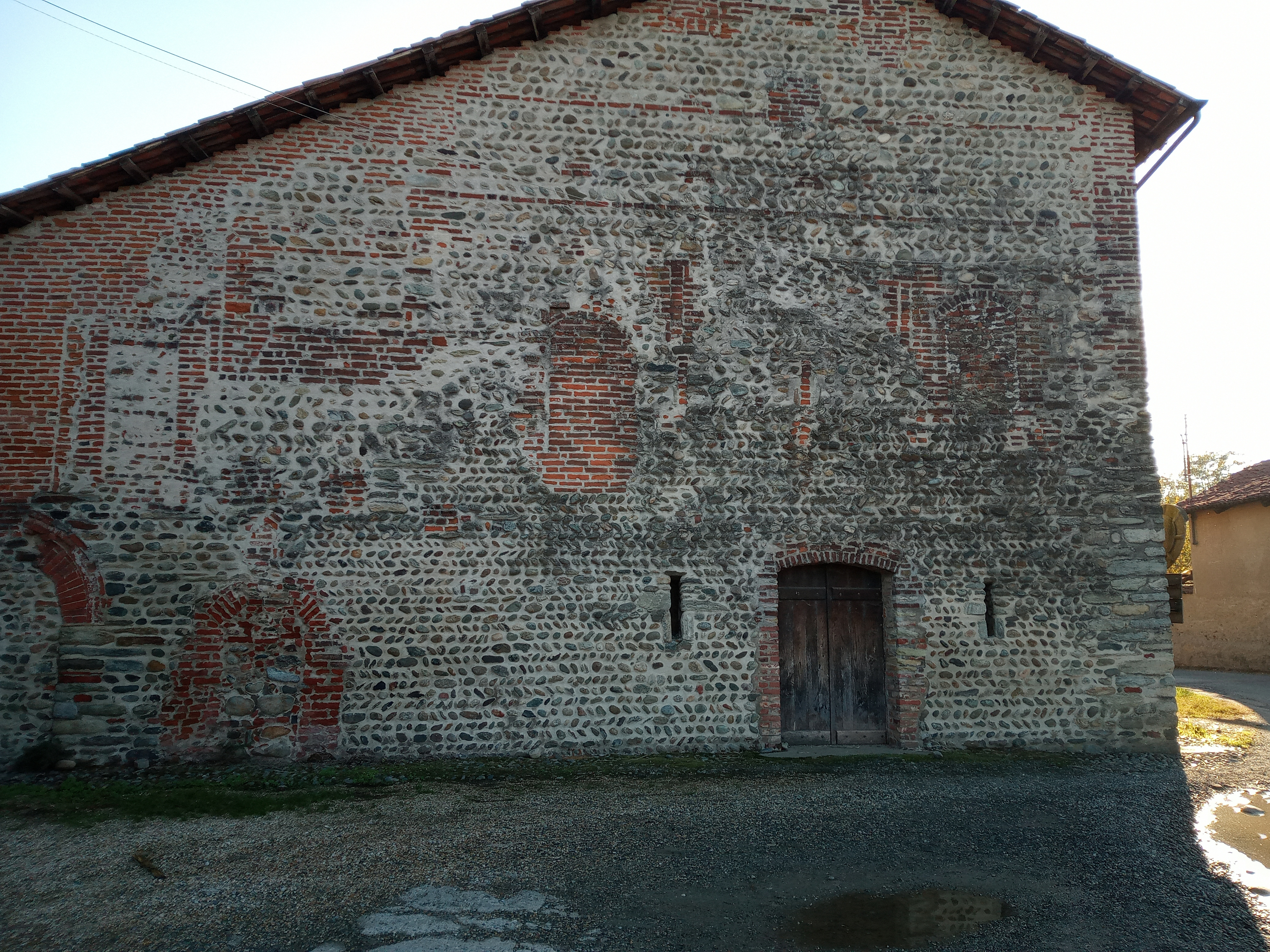
Lato nord della casaforte

Nella metà del XIV secolo la domus plebis con la relativa chiesa di San Martino venne permutata dal vescovo di Torino Tommaso di Savoia al conte Amedeo VI, poiché era troppo decentrata rispetto alla sede vescovile. Amedeo nel 1356 la infeudò alla famiglia Perrachi di Lanzo, che rinforzarono il loro possedimento trasformando il monastero in un piccolo castello e la chiesa di San Martino in cappella privata.
 Il castello, o meglio la casaforte, venne descritto nel catasto del 1500 come formato da una sala chiamata "canapa antiqua" e due camere al piano terra, due camere e due camerate al piano superiore e una cantina. Accanto sorgeva un altro edificio di due sale, due camerate e giardino, il tutto circondato da mura, fortificazione e fossato. A pochi passi si trovavano la chiesa, la piazza e il mulino.
Nel 1870 l'intero complesso fu trasformato in cascina. Attualmente rimangono una parte della casa forte e del torrione, parzialmente abbandonati.